# Florence Delay
Florence Delay (ur. 19 marca 1941 w Paryżu, zm. 1 lipca 2025 tamże) – francuska aktorka i pisarka.

## Życiorys
Florence Delay urodziła się 19 marca 1941 roku, jako córka Marie-Madeleine Carrez i Jeana Delaya. W 1962 roku zagrała tytułową rolę Joanny d’Arc w filmie Proces Joanny d’Arc Roberta Bressona. W 1971 roku opublikowała powieść Minuit sur les jeux. Za powieść Riche et légère, w 1983 roku otrzymała nagrodę literacką Prix Femina. W 2000 weszła w skład Akademii Francuskiej.